# Феникс-Микл Typ A
Феникс-Микл Typ A (нем. Phönix-Mickl Typ A) је једномоторни, двокрилни хидроавион ловац кога је у току Првог светског рата пројектовао инжењер Јосип Микл а производила аустроугарска фирма Phönix Flugzeug-Werke AG Wien за потребе Аусроугарске ратне морнарице.

## Пројектовање и развој
На основу хидроавиона Ханза Бранденбург W.18 на прелазу из 1917/18. године инж. Јосип Микл у заједници са Фабриком авиона Феникс из Беча су пројектовали и направили прототип авиона Феникс-Микл Typ A који је испоручен фбруара месеца 1918. године Аустроугарској ратној морнарици. То је био хидроавион ловац наоружан једним непокретним митраљезом у прамцу. У односу на свог узора овај авион је имао снажнији мотор и побољшано крило.

## Технички опис
Труп авиона је у облику чамца обложен водоотпорним шпером. Дно чамца је било каскадно изведено што омогућава авиону да се лакше (са мање отпора) одвоји од водене површине при полетању. Труп авиона је био потпуно затворен то је онемогућавало продор воде у унутрашњост трупа као и смањени аеродинамички отпор у току лета авиона. Кокпит пилота је био отворен и налазио су у трупу авиона испред крила а посада је била заштићена од ваздушних струја ветробранским стаклом. Авион је био наоружан са два фиксна митраљеза Шварцлозе калибра 7,92 mm.
У међу простору између крила је био смештен шесто цилиндарски линијски водом хлађен мотор Хиеро 169 kW/230KS  који је био причвршћен на челичну конструкцију ослоњену на труп авиона. Потисна елиса која покреће авион је двокрака, направљена од дрвета фиксног корака.
Крила су дрвене конструкције пресвучена платном, четвртастог облика са заобљеним крајевима, имао је са сваке стране крила по пар упорница а затезање крила се обављало помоћу укрштених челичних ужади. Овакав облик упорница је имао мањи аеродинамички отпор у односу на упорнице система „паук“ или „звезда“. Доња крила код овог авиона су била ужа и краћа од горњих а поравњавање је изведено према излазним ивицама крила. Испод доњих крила су постављени пловци који обезбеђују стабилност при узбурканом мору. Крилца за управљање авионом су се налазила само на горњим крилима.

## Варијанте
- Феникс-Микл Typ A 132 - Модификовани прототип у односу на серијску производњу авиона Феникс-Микл Typ A, овај проторип је имао нешто измењено крило а хладњак за расхладну течност мотора се налазио изнад горњег крила. Ово је био последњи ловац хидроавион који је испоручен морнарици, серијски се није производио[2].

## Оперативно коришћење
Укупно је направљено 17 авиона Феникс-Микл Typ A. Након испорученог првог прототипа у фебруару 1918. године који је добио ознаку А 105, већ у марту исте године је испоручен други авион који је добио ознаку А 119 а серија авиона ознака А 120 до А 131 су испоручени у августу месецу. Ови авиони су служили својој намени, штитили су Јадрански акваторијум од италијанских и савезничких авиона. У служби су били до потписивања примирја у Првом светском рату.

## Земље које су користиле овај авион
- Аустроугарска